# Lacinipolia lichenea
Lacinipolia lichenea là một loài bướm đêm trong họ Noctuidae.